# Candomblé

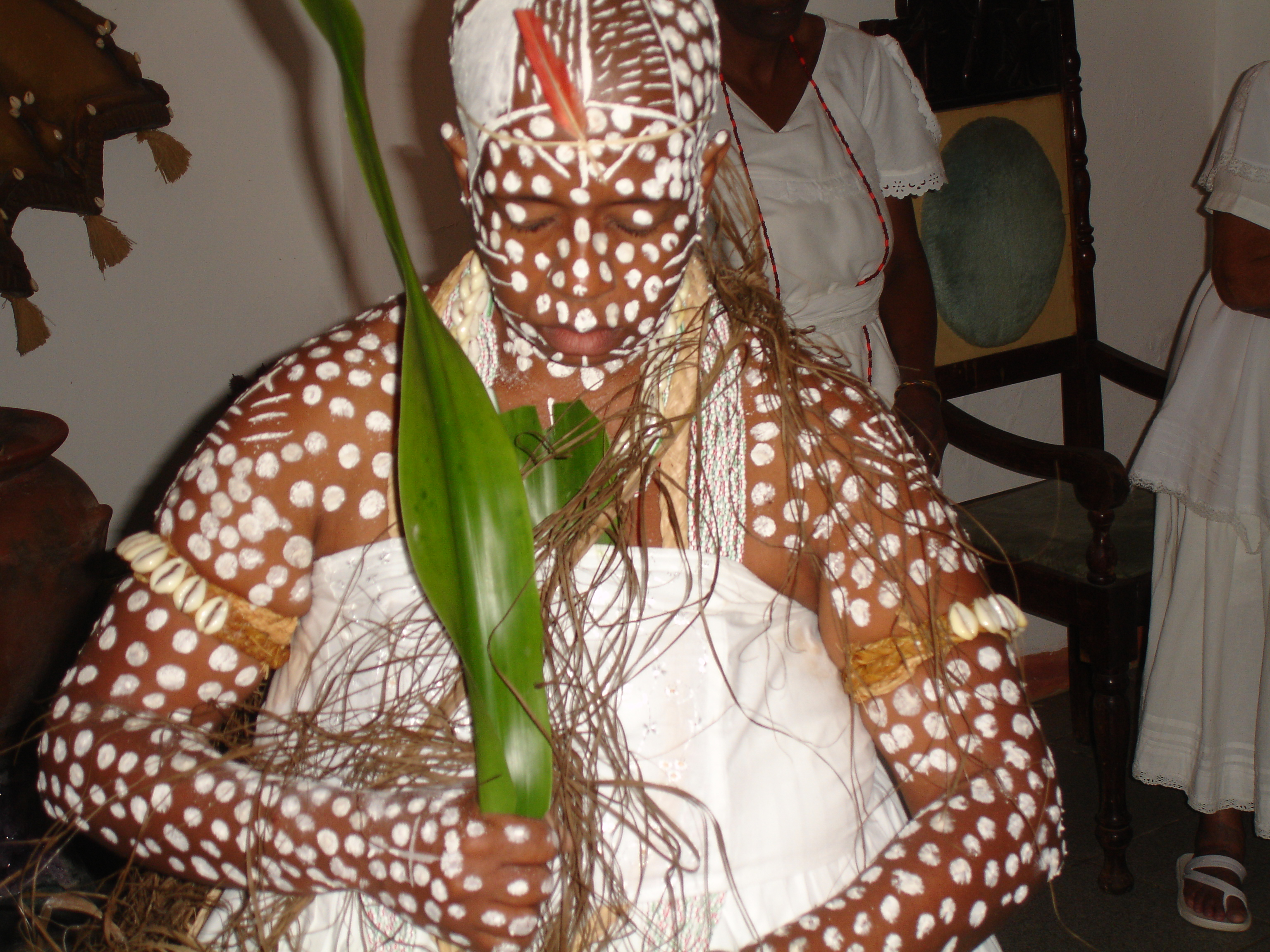
Candomblé-Ritual

Der Candomblé ist eine afrobrasilianische Religion, die hauptsächlich in Brasilien, aber auch in angrenzenden Ländern praktiziert wird.

## Entstehungsgeschichte des Candomblé
Der Candomblé ist eine brasilianische Religion, die tiefe Wurzeln und ihre Wiege in Westafrika hat. In den Grundzügen geht es im Candomblé darum, einen Austausch zwischen den Menschen, die ihn praktizieren, und den Göttern – Orisha, Nkisi oder Vodum genannt – herzustellen, abhängig davon, aus welcher Nation der Candomblé kommt. Die Heiligen (Orixá, Nkisi oder Vodum) sind im Gegensatz zum obersten Gott Olorun sozusagen „ansprechbar“. Während eines Candomblé-Ritus kann ein Heiliger Besitz von einer Person ergreifen. Diese Person bewegt sich dann anders als die anderen Kultteilnehmer, die um den Altar tanzen, der sich in der Mitte des speziell für diesen Heiligen erbauten Candomblé-Tempels befindet. Jeder Heilige bewegt sich auf eine ihm ganz spezielle Weise: Die besessene Person tanzt, wenn Besitz von ihr ergriffen wurde, wie der Heilige. Jeder Heilige hat einen ihm zugewiesenen Tag, ein ihm zugewiesenes Sternzeichen, Speisen, Getränke, Farbe, Blüte, Tier und vieles mehr.
Seinen Einzug hat der Candomblé über die Verschleppung der afrikanischen Sklaven nach Brasilien gefunden. In Westafrika haben sich verschiedene Ethnien vermischt, die zum Teil verfeindet waren und den Europäern die jeweils mit ihnen verfeindeten Stammesangehörigen als Sklaven verkauften. Zwischen 1780 und 1850 erreichte die „Sklaveneinfuhr“ ihren Höhepunkt. Mehr als zwei Millionen Sklaven – also mehr als die Hälfte aller aus Afrika geraubten Menschen – erreichten in dieser Zeit Brasilien. Viele erreichten die Küstenstadt Salvador da Bahia, die einstige Hauptstadt Brasiliens, die ab 1538 für drei Jahrhunderte der Dreh- und Angelpunkt des Sklavenhandels der portugiesischen Kolonialherren in Südamerika gewesen ist. So wurden bis zu ca. 40 % der geschätzten zehn bis zwölf Millionen aus Afrika in die Sklaverei Getriebenen nach Salvador da Bahia verschleppt, wo sie auf dem Sklavenmarkt Salvadors verkauft wurden. Insofern resultieren die afrikanischen Wurzeln der heutigen Religion des Candomblé in Brasilien größtenteils aus der Verschleppung der versklavten Afrikaner, die ab dem 16. Jahrhundert – vor allem zwischen dem 18. Jahrhundert und der zweiten Hälfte des 19. Jahrhunderts – nach Brasilien deportiert wurden.
Erst kam das Bantu-Volk, dann die Jeje und zuletzt die Yoruba. Viele der versklavten Afrikaner stammten aus der westafrikanischen Region Nigeria / Benin und waren geprägt von der afrikanischen Tradition der Yoruba oder der Bantu. Viele Yoruba und Bantu wurden in Brasilien nicht nur als Sklaven auf den Plantagen, sondern auch als Haussklaven in den Städten eingesetzt. Da sie hier größere Bewegungs- und Kommunikationsfreiheit besaßen, ergaben sich für sie bessere Möglichkeiten, die ursprüngliche afrikanische Tradition auszutauschen. Daher hat der Candomblé hauptsächlich städtische Wurzeln. Entsprechend den Handelswegen, über welche die Sklaven aus Afrika nach Amerika gebracht wurden, finden sich eng verwandte religiöse Gruppen auch in der Karibik, zum Beispiel in Kuba (Santería) und in Haiti (Voodoo). Daher wird der Candomblé oft als „Schwester-Religion“ des Voodoos bezeichnet.

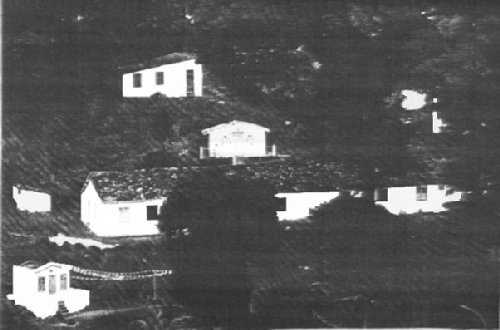
Casa Branca

Obwohl die Afrikaner bei ihrer Ankunft in Brasilien kollektiv zwangsgetauft wurden und die Regierungen ihre ursprüngliche Religion verfolgten, ergab sich in Bezug auf die katholische Kirche ein ambivalentes Bild. Obwohl sie die afrikanische Religion diskriminierte, schützte sie die Sklaven doch vor den ärgsten Übergriffen. Darüber hinaus gründete die katholische Kirche die als „Instrument der Kolonial- und Missionspolitik ins Leben gerufenen schwarzen ‚Ratsversammlungen‘ bzw. ‚Bruderschaften‘“ der städtischen Sklaven. Diese Kongregationen bildeten dann den Rahmen dafür, dass die versklavten Afrikaner ihre ursprünglichen Bantu- und Yoruba-Traditionen bzw. -Religionen rekonstruieren und unter dem Deckmantel einer katholischen Volksfrömmigkeit weiter tradieren konnten. Aufgrund der überlebungsnotwendigen Verborgenheit der Ausübung ihrer Riten wie auch wegen einer gewissen Affinität des afrikanischen Kultes zum Heiligenkult des Katholizismus kam es im Verlauf der Jahrhunderte zu einer Art Synkretismus. Dennoch spielte die Ausübung ihrer traditionellen Religion eine sehr bedeutende Rolle in der Funktion der Bewahrung ihrer eigenen Kultur, insofern sie die harten Repressalien, Verfolgungen, Krisen und Rebellionen überdauerte. Der religiöse Ort kann insofern als das letzte Refugium zum Erhalt der afro-brasilianischen Identität gelten. Mit der Abschaffung der Sklaverei, die in Brasilien erst 1888 vollzogen wurde, breitete sich der Candomblé immer weiter aus. Während er früher auf die Angehörigen des Sklavenstandes beschränkt war und verfolgt wurde, ist die Religionsfreiheit heute nicht nur in Brasilien, sondern auch in allen anderen lateinamerikanischen Ländern gesetzlich verbürgt.

## Gegenwärtige Situation
Die katholische Kirche verhält sich gegenwärtig gegenüber der afro-brasilianischen Religion relativ neutral, jedoch verdammen noch heutzutage evangelikale Fundamentalisten in Lateinamerika den Candomblé und andere afro-amerikanische Religionen als Teufelswerk. Dagegen hat sich der Candomblé gegenwärtig mit seinen vielen Anhängern in den unterschiedlichsten sozialen Schichten sowie in den verschiedensten Orten der Welt zu einer etablierten Religion entwickelt. In neueren Umfragen haben 2 Millionen Brasilianer (1,5 % der Gesamtbevölkerung) erklärt, dass ihre Religion Candomblé ist.

## Abgrenzung
In der brasilianischen Kultur schließen sich Religionen nicht gegenseitig aus; viele Leute anderen Glaubens – einigen afrobrasilianischen Kulturorganisationen gemäß bis zu 70 Millionen – nehmen regelmäßig oder gelegentlich an Candomblé-Ritualen teil. Gottheiten, Rituale und Candomblé-Feiertage sind ein wesentlicher Bestandteil der brasilianischen Folklore.
Candomblé ist von Umbanda und Macumba zu unterscheiden, die zwei andere afro-brasilianische Religionen mit ähnlichem Ursprung sind. Ebenso unterscheidet sich Candomblé von anderen Religionen des amerikanischen Kontinents, die ebenfalls afrikanischen Ursprungs sind, wie haitianischer Voodoo oder kubanische Santería und Obeah. Diese entwickelten sich unabhängig von Candomblé und sind in Brasilien nahezu unbekannt.

## „Nationen“
Brasilianische Sklaven stammten von einer Anzahl verschiedener ethnischer Gruppen ab, darunter Yoruba, Ewe, Fon und Bantu. Da sich die Religionen der einzelnen Gruppen abhängig von der geographischen Region unterschiedlich weiterentwickelten, unterscheidet man heute zwischen Sekten oder Nationen (Nações), die sich bezüglich der verehrten Gottheiten, der Musik und Feste sowie der religiösen, bei den Ritualen verwendeten Sprache unterscheiden. Verschiedene Heilige der unterschiedlichen Nationen ähneln einander, sind aber trotzdem nicht die gleiche Gottheit.
Die folgende Liste ist eine grobe Klassifikation der wichtigen Nationen und Unter-Nationen, ihre Regionen und ihre Sakralsprachen:
- Ketu oder Queto (Bundesstaat Bahia und fast alle anderen Regionen) – das Yoruba-Volk (Iorubá oder Nagô auf Portugiesisch) spricht Yoruba und die Heilige wird Orisha genannt. Sie ist auch die meistverbreitete Candomblé-Nation in Brasilien.
  - Efa und Ijexá in den Bundesstaaten Bahia, Rio de Janeiro und São Paulo
  - Nagô oder Egba in den Bundesstaaten Pernambuco, Rio de Janeiro und São Paulo
  - Oió-ijexá oder Batuque-de-Nação im Bundesstaat Rio Grande do Sul
  - Mina-nagô oder Tambor-de-Mina im Bundesstaat Maranhão
  - Xangô in den Bundesstaaten Pernambuco, Paraíba, Alagoas
  - Xambá in den Bundesstaaten Alagoas und Pernambuco (fast ausgestorben).
- Bantu, Angola oder Batuque (Bundesstaaten Rio Grande do Sul, Bahia, Pernambuco, Rio de Janeiro, Minas Gerais, São Paulo, Goiás) – das Bantu-Volk ist eine Mischung aus Völkern, die Bantu, Kimbundo, und Kikongo-Sprachen sprechen, die Heilige wird Nkisi genannt.
  - Bantu, Angola, oder Batuque (Rio Grande do Sul) – Mischung der Oió-ijexá-Sprachen
  - Caboclo (verehrt neben den Orixás noch indianische Gottheiten Caboblo genannt)
- Jeje (Bundesstaaten Bahia, Rio de Janeiro und São Paulo). Das Wort „Jeje“ kommt von dem Yoruba-Wort „adjeje“ und bedeutet „Ausländer, Fremder.“ Es gab nie eine Jeje-Nation in Afrika. Was Nation Jeje im Candomblé genannt wird, wird von den Fon Menschen die hauptsächlich aus der Dahomey-Region und die Mahis oder mahins Volk gebildet und nach Brasilien gekommen waren. „Jeje“ war der Name abwertend von Yorubas für die Menschen gegeben, die den Osten bewohnt, denn die Mahis ein Stamm auf der Ostseite und Saluvá oder Leute von der Südseite Savalou waren. Der Begriff Saluvá oder Savalou stammt tatsächlich aus „Speichern“, das war der Ort, wo sie „Nana“ (Heilige) verehrt. Nana, einer der Ursprünge von denen würde Bariba, eine alte Dynastie von einem Sohn von Oduduwa Ursprung, der der Gründer Schaveh (in diesem Fall mit den Fon Menschen zu tun) ist. Die Abomey war im Westen, während die Axantis der nördliche Stamm waren. Alle diese Stämme waren Jeje-Menschen. Die Fon, Ewe, Fanti, Ashanti, Mahi, Abomey und Minas sind Völker die eine Mischung der Sprache der Ewe und Fon sprechen und deren Heilige Vodum genannt wird.
  - Mina Jejé im Bundesstaat Maranhão
  - Babaçue im Bundesstaat Pará

## Glaube
Candomblé ist eine Form von Spiritismus und betet eine Anzahl von Göttern oder Geistern an, die von afrikanischen Gottheiten abgeleitet sind:
Aus der Yoruba-Mythologie wurden die Orixá abgeleitet, welche von einem Göttervater, Olorun, geschaffen wurden. Die Orixá sind dabei Mittler zwischen Olurun, welcher nicht verehrt wird, und den Menschen. Candomblé behielt nur 16 aus den Hunderten Gottheiten, die in Afrika angebetet wurden.
Die Gottheiten der unterschiedlichen Nationen decken sich oberflächlich in hohem Grade, d. h. viele Ketu-Orixás können mit Jejé-Voduns oder Bantu-Inkices verglichen werden. In Wirklichkeit können die Kulte, Rituale und Rhythmen der Gottheiten jedoch sehr unterschiedlich sein. Die Orixá verhalten sich in Mythen menschlich. Jeder hat seine Persönlichkeit, Fähigkeiten und rituellen Präferenzen und wird mit spezifischen natürlichen Phänomenen in Verbindung gebracht (eine Vorstellung, die den Kami des japanischen Shintō nicht unähnlich ist). Die Orixá verkörpern je einen Teil der Natur, eine Wirklichkeitsebene und einen Aspekt des menschlichen Seins. Zudem werden jedem eine Naturkraft (Erde, Wasser, Luft, Feuer, Eisen), eine Farbe, ein Wochentag, Opfertiere bzw. Speiseopfer sowie rituelle Attribute zugeordnet. Außerdem hat jeder Orixá seine eigene Begrüßung.
Jeder Mensch besitzt zwei oder mehr Orixá, die ihn Zeit seines Lebens begleiten und beschützen. Sie werden von Priestern (Babalorixá) offenbart. Die Charaktereigenschaften der jeweiligen Person ähneln den ausgewählten Orixá, der Orixá ist somit Personifizierung der Psyche der Person. Einige Orixás werden bei Candomblé-Ritualen von eingeweihten Personen verkörpert; bei anderen ist dies nicht üblich, sondern sie werden zum Beispiel durch einen Baum verehrt. Einige andere Orixás, die Efunfun (weiß) genannt werden und der Vorstellung nach bei der Erschaffung der Welt beteiligt waren, werden ebenfalls nicht verkörpert.
Die Verbindung der Gläubigen mit den Orixá wird in Ritualen und besonders in der Besessenheit herbeigeführt.
12 der 16 übernommenen Orixás sind:
- Exu (in Afrika Eshu / Éṣú / Ellegua): Farbe: Rot und Schwarz, Wochentag: Montag, Zuständigkeiten: Herr der Lebenskraft, der Wegkreuzungen und Marktplätze, Bote der Orixá, Speiseopfer: Speisen mit Palmöl und Spirituosen, schwarze Böcke und Hähne, Attribute: Phallus und Dreizack
- Iansã / Iansan / Oyá / Oiá (in Afrika: Ọya / Yansa): Farbe: Rot, Rosa, Braun, Wochentag: Mittwoch, Zuständigkeiten: Winde, Blitz, Gewitter, Speiseopfer: frittierte Bohnenbällchen, Ziegen, Hühner, Attribute: Schwert, Büffelhorn, Wedel aus Büffel- oder Pferdeschweif
- Nanã / Nanan / Nanã Buruku (in Afrika: Nàná Buruku): Farbe: Weiß, Blau, Wochentag: verschiedene, Zuständigkeiten: Regen, (Fluss-)Schlamm, Tod, Speiseopfer: weißer Mais, Reis, Honig, Palmöl, Attribute: Strohzepter mit Kaurimuscheln
- Ogum / Ogun (in Afrika: Ògún): Farbe: Dunkelblau, Grün, Wochentag: Dienstag, Zuständigkeiten: Eisengeräte, Eisenbearbeitung, Krieg, Landwirtschaft, Technologie, Wege, Taxifahrer, Speiseopfer: Yams, Bohneneintopf, Attribute: Eisenwerkzeuge, Schwert, Rüstung,
- Omolu / Obaluai(y)ê (in Afrika: Ṣọpọná): Farbe: Schwarz, Weiß, Wochentag: Montag, Zuständigkeiten: Krankheiten (besonders Pocken, Blattern, AIDS), Speiseopfer: Popcorn, Couscous, Attribute: Zepter, Strohgewand
- Ossain / Ossaim / Ossanha (in Afrika: Ọsanyìn): Farbe: Grün, Weiß, Wochentag: Donnerstag, Zuständigkeiten: (Ur-)Wald, Natur, Heilkräuter, Speiseopfer: Bock und Hahn, Tabak, Knoblauch, Spirituosen, Attribute: siebenästiger Eisenbaum mit Vogel
- Oxalá (in Afrika: Obatalá): Farbe: Weiß, Wochentag: Freitag, Zuständigkeiten: oberster Orixá, Symbol der Reinheit, Speiseopfer: weißer Mais, Yams, weiße Speisen ohne Salz, Attribute: als junger Mann mit Schwert, als alter Mann mit Würdestab
- Oxóssi (in Afrika: Oshosi / Ọṣọọṣì): Farbe: Grün, Hellblau, Wochentag: Donnerstag, Zuständigkeiten: Jagd, Wald, Kunst, Wissen, Intelligenz, Speiseopfer: Wild, Mais, Attribute: Pfeil und Bogen, Rinderhorn, Wedel aus Rinderschweif
- Oxum (in Afrika: Oshun / Ọṣun): Farbe: Goldgelb, Wochentag: Samstag, Zuständigkeiten: Süßwasser, Weiblichkeit, Schönheit, Eitelkeit, Liebe, Ästhetik, Reichtum, Speiseopfer: Taube, Speise aus Yams, Shrimps, Zwiebeln, Palmöl und Ingwer, Attribute: Spiegel
- Oxumaré / Oxumarê (in Afrika: Oshunmaré / Òṣùmàrè): Farbe: alle Farben des Regenbogens, Wochentag: Dienstag in der Männlichen Form, Mittwoch in der weiblichen Form, Zuständigkeiten: Bewegung, Androgynität, Verbindung zwischen Himmel und Erde, Speiseopfer: Enten, Bohnen, Mais, Krabben, Palmöl, Attribute: Metallschlangen
- Xangó in (Afrika; Shango / Ṣàngó): Farbe: Rot oder rot und weiß, Wochentag: Mittwoch, Zuständigkeiten: Donner, Blitz, Feuer, Gerechtigkeit, Speiseopfer: Lamm, Schildkröten, Gericht mit Palmöl und Okra, Attribute: Doppelaxt
- Yemanjá / Iemanjá (in Afrika: Yemọja / Mami Wata): Farbe: Weiß, Silber, Rosa, Blau, Wochentag: Samstag, Zuständigkeiten: Salzwasser, Mutter aller Orixá, Fruchtbarkeit, Blumen, Speiseopfer: Früchte, weißer Mais, Fisch, Shrimps, Attribute: Fächer, Säbel, Spiegel, Fisch

Andere angebetete Götter und Geister sind:
- die Voduns der Fon- oder Ewe-Mythologie, die vom Gottvater Mawu geschaffen wurden
- die Inkices der Bantu-Mythologie, die vom obersten Gott Zambi oder Zambiapongo geschaffen wurden.

Über die Jahrhunderte hat der Candomblé viele Elemente des Christentums aufgenommen. So kann man in Candomblé-Tempeln häufig Kruzifixe finden, und Orixás werden häufig mit spezifischen katholischen Heiligen gleichgestellt.
Diese historische Entwicklung war im Teil eine Folge der Verfolgung durch Kirche, Behörden und Sklavenhalter. Um ihre Orixás, Inkices und Voduns verehren zu können, verwendeten die schwarzen Sklaven häufig einen Altar mit Bildern von katholischen Heiligen, worunter sich die Candomblé-Objekte versteckten. Diese Praxis hatte schon bei der Christianisierung Afrikas begonnen und wurde teilweise von den Missionaren selbst eingeführt, um die Konversion zum Christentum zu vereinfachen. Andererseits hat der Candomblé auch indigene Elemente aufgenommen, weshalb man nicht sagen kann, dass die Verfolgung der einzige Grund für die Vermischung mit anderen Religionen gewesen ist.
In den letzten Jahren ist eine „fundamentalistische“ Bewegung innerhalb des Candomblé entstanden, welche die christlichen Elemente ablehnt und versucht, einen „reinen“ Candomblé, der nur auf afrikanischen Elementen beruht, zu schaffen.

## Rituale
Das Candomblé-Ritual hat zwei Teile:
- Die Vorbereitung, die zuweilen schon eine Woche vor jeder Zeremonie beginnt. Dabei wird der Ort der Zeremonie durch die Eingeweihten gesäubert und geschmückt. Es werden Fahnen in der Farbe des Orixá – zu dessen Ehre die Zeremonie durchgeführt wird – besorgt und am Platz der Zeremonie angebracht, und Tiere werden geopfert, wobei ein Teil des Fleisches für die Orixás bestimmt ist, der andere für das Festessen am Abend zubereitet wird.
- Der öffentliche Teil und das Fest bestehen darin, dass die heiligen Kinder (filho de santo – die Eingeweihten) beim rituellen Tanz in einen tranceähnlichen Zustand (siehe Trancetanz) verfallen, in welchem sie ihren Körper dem Geist ihres Orixá zur Verfügung stellen, so dass dieser sich in der materiellen Welt manifestieren und mit seiner Umgebung in Interaktion treten kann. Der Babalorixá (Gottvater) führt symbolische Gesänge und Tänze auf, die die Eigenheiten des Orixá in Erinnerung rufen. Das Ritual endet mit einem Bankett.

Die Candomblé-Musik, ein wesentlicher Teil des Rituals, leitet sich von der afrikanischen Musik ab und hat einen starken Einfluss auf andere populäre (nicht-religiöse) brasilianische Musikstile.

## Tempel

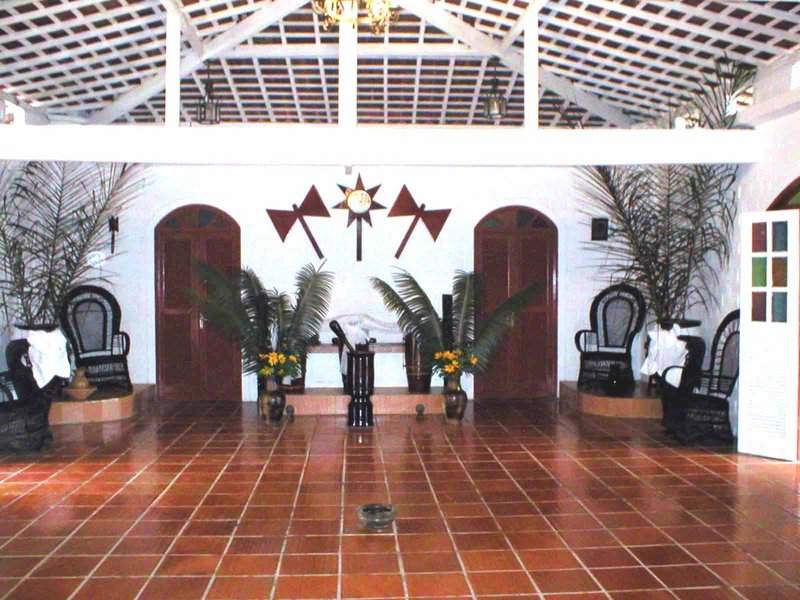
Candomblé-Tempel in Recife

Die Candomblé-Tempel werden Casas (Häuser), roças oder Terreiros genannt.
Es existieren zwei Typen von Casas:
- Große Casas, die einer strengen Hierarchie untergeordnet sind und wo entweder nur Frauen die Führung innehaben (als Ialorixá – Gottmutter) oder beide Geschlechter führen können. Matriarchale Casas sind zum Beispiel:
  - Ilé Axé Iyá Nassô Oká – Casa Branca do Engenho Velho – in Salvador da Bahia, welche als erste Casa gilt, die eröffnet wurde
  - Ilé Iyá Omi Axé Iyámase do Gantois – Gantois – Salvador da Bahia
  - Ilé Axé Opó Afonjá – Opó Afonjá – Salvador da Bahia
  - Ilé Axé Alaketu – Alaketu – Salvador da Bahia
  - Terreiro do Bogum – Salvador da Bahia
  - Casa das Minas – Gegründet um 1796 – São Luís, Maranhão

Gemischtgeschlechtliche Casas sind zum Beispiel:
- - Ilé Axé Oxumare – Casa de Oxumare
  - Asé Yangba Oloroke ti Efon – Terreiro do Oloroke
- Kleine Casas, die unabhängig sind und vom Babalorixá (Gottvater) oder der Ialorixá (Gottmutter) sowie dem Orixá verwaltet werden und diesen auch gehören. Es gibt hierbei keine zentrale Verwaltung, und im Falle des Todes wird der Tempel entweder von interessierten Verwandten weitergeführt oder geschlossen.

Um in der Hierarchie einer großen Casa aufzusteigen, wird das Erlernen von langwierigen Initiationsriten vorausgesetzt. Nach dem Tode einer Ialorixá, wird ihr Nachfolger normalerweise unter ihren Töchtern gewählt, wobei das Búzios-Spiel zur Wahl eingesetzt wird. Die Nachfolge kann jedoch sehr umstritten sein oder es ist möglich, dass keine Nachfolgerin gefunden wird. Dies führt häufig zur Spaltung oder Schließung von Casas, weswegen nur wenige Casas in Brasilien älter als 100 Jahre geworden sind.